# 列拉 (巴达霍斯省)
列拉，是西班牙埃斯特雷马杜拉巴达霍斯省的一个市镇。总面积72平方公里，总人口953人（2001年），人口密度13人/平方公里。